# Anacampserotaceae
Anacampserotaceae — родина рослин, запропонована в лютому 2010 року в журналі Taxon. Родина була описана Урсом Еглі та Рето Ніфелером у їхньому аналізі поліфілії в підряді Portulacineae (порядок Caryophyllales). Нова родина та її опис базувалися на молекулярних і морфологічних даних. Три визнані роди — Anacampseros, Grahamia і Talinopsis — раніше були поміщені в Portulacaceae і включають загалом 36 відомих видів. Ця родина була прийнята в публікації системи APG III у 2009 році групи філогенії покритонасінних рослин.